# Ben Woollaston
Ben Woollaston, né le 14 mai 1987 à Leicester, Leicestershire, est un joueur de snooker anglais, professionnel depuis 2003.
Après avoir réalisé des performances médiocres dans les tournois majeurs, il s'impose en 2011 à la surprise générale dans un tournoi du championnat du circuit des joueurs, son unique victoire sur le circuit professionnel. En 2015, il réalise sa meilleure performance dans un tournoi classé, obtenant une place de finaliste à l'Open du pays de Galles, battu par John Higgins. Quelques mois après, il atteint la 27e place mondiale, puis la 25e (son meilleur classement jamais atteint).

## Carrière
Woollaston entre sur le circuit principal lors de la saison 2004-2005, mais ne parvient pas à se qualifier pour la saison suivante. Il retrouve une place pour la saison 2006-2007, grâce à sa victoire au championnat d'Europe de snooker des moins de 19 ans. Cette année-là, il se qualifie pour le Grand Prix, où il est éliminé en phase de poules, après n'avoir remporté que deux rencontres. À l'Open du pays de Galles la même année, il remporte son premier tour face à David Gray, puis est éliminé par Stephen Hendry au deuxième tour (5-2). Entre 2008 et 2011, Woollaston échoue à vingt reprises en qualifications de tournois classés. Cette difficulté à se qualifier pour les tournois ne l'aide pas à progresser au classement.

Il remporte néanmoins un tournoi classé mineur à Sheffield (le deuxième tournoi de Sheffield 2011), grâce à des victoires sur certaines pointures du snooker, telles que Rod Lawler, Andrew Higginson, Alan McManus ainsi que deux anciens champions du monde, Ken Doherty et Graeme Dott en finale. Cette victoire lui permet d'accéder à la neuvième place du classement général de l'ordre du mérite. Qualifié pour la phase finale du championnat du circuit des joueurs, il est éliminé au premier tour par Ding Junhui (4-2). Toujours durant la saison 2011-2012, Woollaston termine sa série noire dans les tournois classés en se qualifiant pour le tableau final de l'Open de Chine. Il y retrouve Ding et mène 4-0 dans un match au meilleur des neuf manches, avant que le Chinois ne parvienne à renverser la situation pour s'imposer 5-4. Woollaston finit la saison au 43e rang mondial.

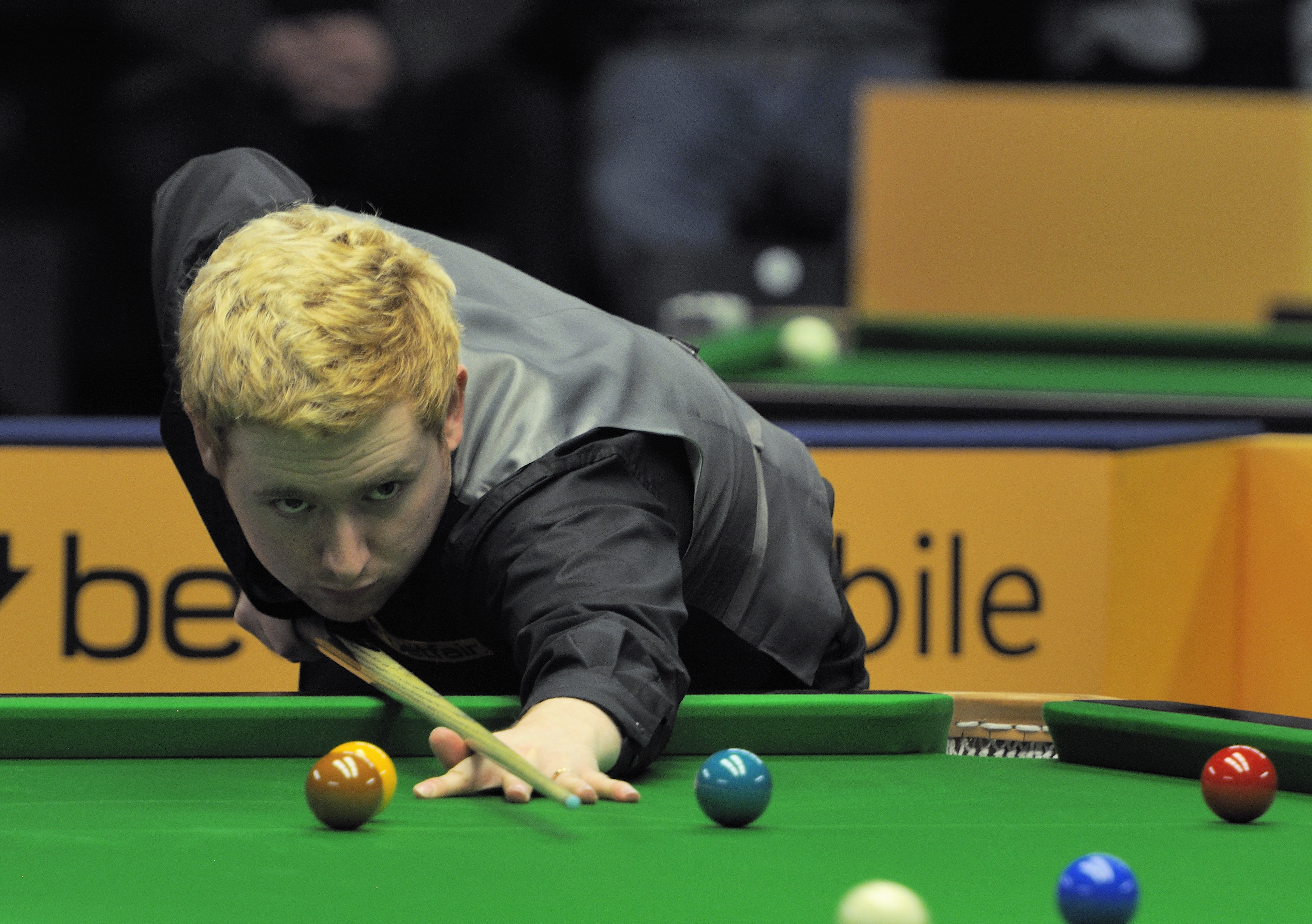
Woollaston au Masters d'Allemagne 2013.

De nouveau en difficulté au cours de la saison 2012-2013, Woollaston échoue en qualifications de tous les tournois classés, mais sauve sa saison en se qualifiant pour le plus important d'entre eux, le championnat du monde, grâce à une victoire 10-9 au dernier tour de qualifications contre Ryan Day. C'est sa première participation au championnat du monde. Son manque d'expérience lui fait cependant défaut ; il s'incline contre Ali Carter. Sa régularité sur le championnat du circuit des joueurs 2012-2013, durant lequel il réalise quatre quarts de finale, lui vaut une nouvelle qualification pour la phase finale. Il y bat Mark Williams et Joe Perry en manche décisive, mais échoue en quart de finale, de nouveau en manche décisive, contre le Norvégien Kurt Maflin. En fin de saison, il parvient à atteindre la 33e position du classement.
Woollaston se révèle sur les tournois majeurs en 2015, en atteignant la finale de l'Open du pays de Galles, après avoir battu des joueurs comme Mark Davis, Mark Allen, Ali Carter et Mark Williams. Il y affronte l'Écossais John Higgins et s'incline sur le score sévère de 9-3, Woollaston avouant ne pas avoir réussi à gérer la tension d'une première finale. Plus tard dans la saison, Woollaston réalise son premier 147 à l'occasion de l'Open de Lisbonne et atteint les demi-finales de l'Open de Riga, un tournoi classé mineur. Il atteint par la suite son meilleur classement de carrière. À l'Open de Chine de 2019, il profite d'un tableau ouvert et atteint les quarts de finale où il s'incline face à Scott Donaldson par 6 manches à 4. En 2020, il est quart de finaliste au Shoot-Out et finaliste au championnat de la ligue (défaite contre Luca Brecel). 
Depuis 2021, les résultats sportifs de Woollaston se sont nettement détériorés à cause de problèmes de santé importants (voir section « Vie personnelle »). Allant mieux lors de la saison 2024-2025, Ben Woollaston regagne en compétitivité, ce qui se concrétise par une qualification pour le championnat du monde de fin de saison. Pour sa deuxième participation au championnat, douze ans après sa première, il élimine Mark Selby 10-8 au premier tour, avant d'être sorti par Si Jiahui. 

## Vie personnelle
En 2010, Ben Woollaston rencontre sur le circuit européen l'arbitre biélorusse Tatiana Torchilo et l'épouse en juin 2011. Du fait de leur mariage, Tatiana Woollaston n'a pas le droit d'arbitrer les matchs professionnels de son mari. Le 8 novembre 2012, le couple donne naissance à un enfant de sexe masculin prénommé Edward. Un autre enfant naît de cette union. La famille Woollaston habite dans le Leicestershire.
Dans un entretien accordé à la BBC en janvier 2024, Woollaston révèle souffrir d'une fatigue chronique depuis 2021. Cette maladie le contraint à limiter son temps passé à l'entraînement et serait donc responsable d'une baisse importante de son niveau,.    

## Palmarès

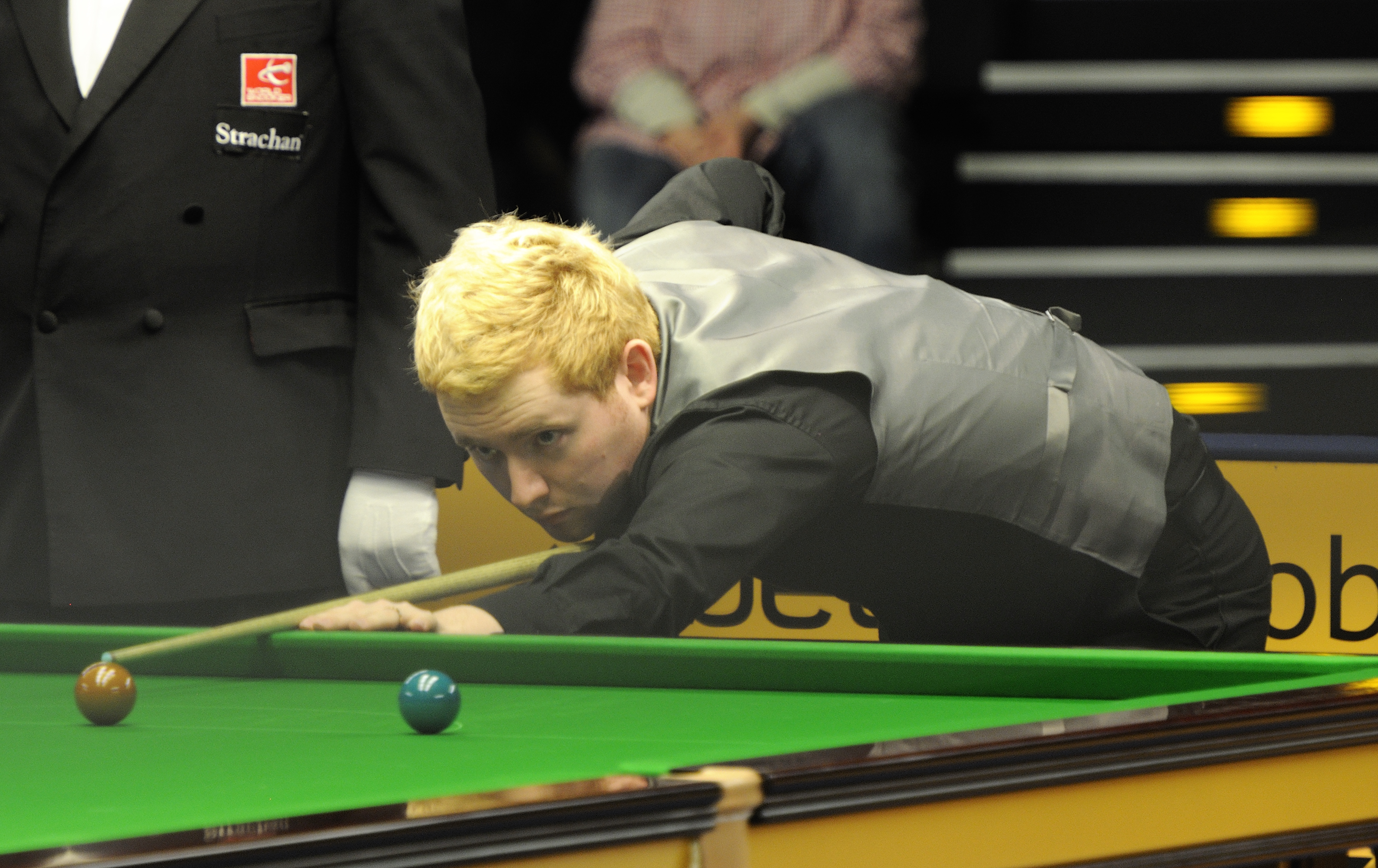
Ben Woollaston (2013).

| Légende | Catégorie                      | Titres                         | Finales                        |
|         | Tournois classés               | 0                              | 1                              |
|         | Tournois classés mineurs       | 1                              | 0                              |
|         | Tournois non classés           | 0                              | 1                              |
|         | Tournois en équipes            | 1                              | 0                              |
|         | Tournois pro-am                | 0                              | 1                              |
|         | Tournois amateurs              | 1                              | 1                              |
| Gras    | Tournois de la triple couronne | Tournois de la triple couronne | Tournois de la triple couronne |

### Titres
| Saison    | Nom du tournoi                                           | Lieu      | Finaliste               | Score | Tableau |
| 2006      | Championnat d'Europe amateur des moins de 19 ans         | Riga      | Vincent Muldoon         | 6-4   |         |
| 2011-2012 | Épreuve 2 de Sheffield                                   | Sheffield | Graeme Dott             | 4-2   | Tableau |
| 2014      | Championnat du monde par équipes mixtes (avec Yana Shut) |           | Jamie Clarke Wendy Jans | 3-0   |         |

### Finales
| Saison    | Nom du tournoi                             | Lieu          | Finaliste    | Score  | Tableau |
| 2008-2009 | Open d'Angleterre Paul Hunter              | Leeds         | Xiao Guodong | 2-6    |         |
| 2008-2009 | Séries internationales Pontins (épreuve 8) | Prestatyn     | Joe Jogia    | 5-6    |         |
| 2014-2015 | Open du pays de Galles                     | Cardiff       | John Higgins | 3-9    | Tableau |
| 2019-2020 | Championnat de la ligue (épreuve 2)        | Milton Keynes | Luca Brecel  | [ 25 ] | Tableau |